# Frans Otten
Pieter Franciscus Sylvester (Frans) Otten (Berlijn, 31 december 1895 – Valkenswaard, 4 januari 1969) was een Nederlands topfunctionaris en president-directeur van Philips van 1939 tot 1961.

## Leven en werk
Frans Otten ging na de hogere burgerschool te Amsterdam naar de Technische Hogeschool in Delft. Hij was onder meer lid van studievereniging de Electrotechnische Vereeniging (ETV). Hij studeerde af in 1923. In 1924 trad hij in dienst van Philips' Gloeilampenfabriek NV en werd in 1927 onderdirecteur. Vanaf 1931 was hij acht jaar financieel en administratief directeur en in 1939 werd hij eindverantwoordelijke van Philips, wat hij 22 jaar zou blijven. In 1961 trad hij terug en nam Frits Philips zijn functie over. Otten was de schoonzoon van Anton Philips, getrouwd met Anna Philips.
Otten is ook van 1928 tot 1961 voorzitter van de Philips sport federatie geweest. Otten regelde zelfbestuur voor de verschillende PSV sporttakken. Voorheen was voetbal een ondergeschoven kindje of in ieder geval de melkkoe van de omnivereniging, daar de afdracht van de voetbaltak de grootste was. Door Frans Otten kwam voetbal in hoger aanzien te staan, binnen PSV en binnen Eindhoven. Hij wilde door kwaliteit zorgen voor een gezonde club en zorgde voor nieuwbouw en uitbouw van tribunes en kleedlokalen. Zo werd hij de grote man achter de successen van PSV-voetbal.

## Trivia

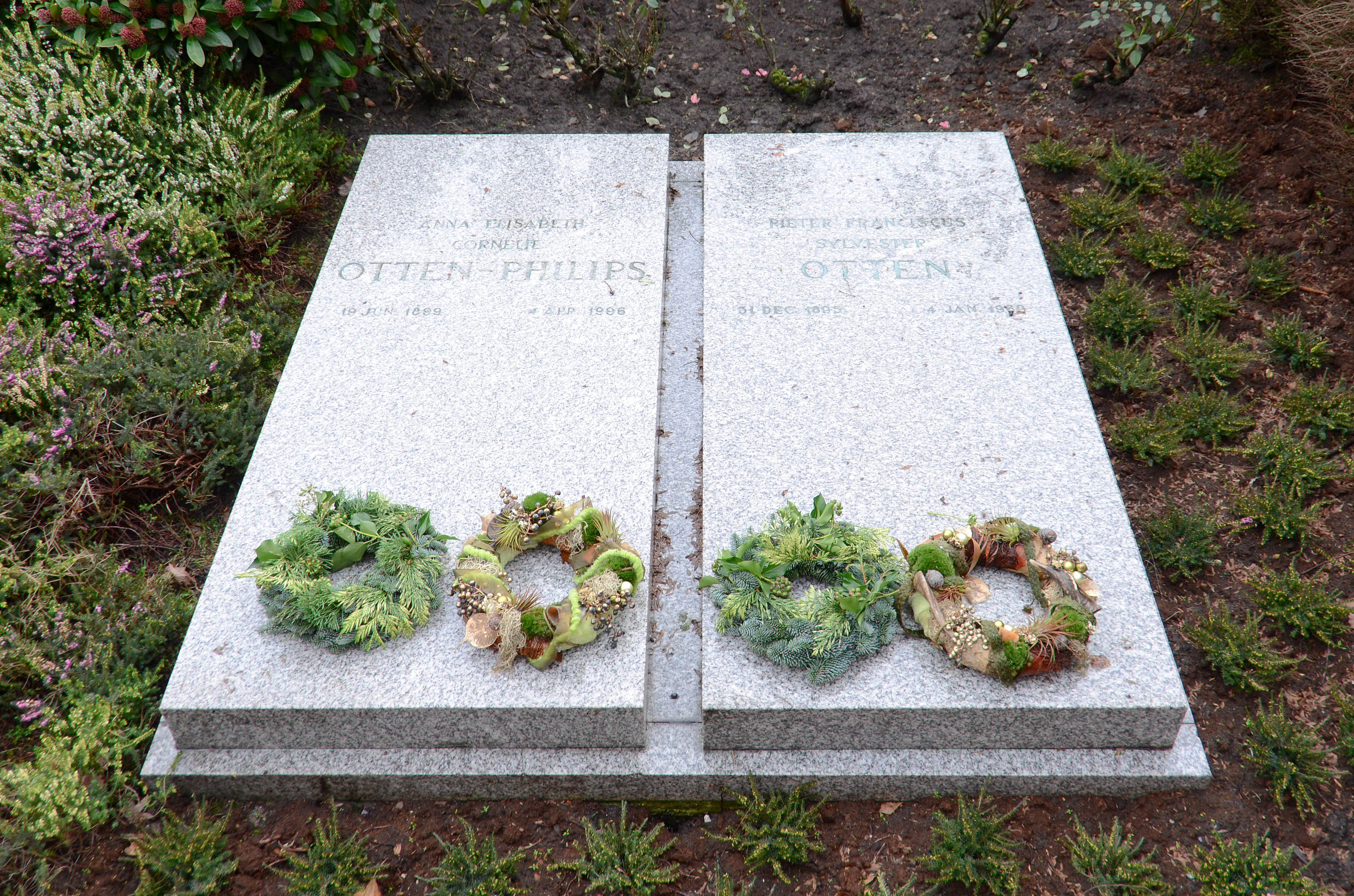
Graven van Frans Otten en Anna Otten-Philips, Gemeentelijke begraafplaats Woensel, Eindhoven

- De Otten Cup, een voetbaltoernooi voor A-junioren georganiseerd door PSV is naar Frans Otten vernoemd. Bovendien is er ook een indoor stadion in Amsterdam naar Frans Otten vernoemd: het Frans Otten Stadion, een zwembad in Eindhoven (het Ir. Ottenbad) en tevens nog een hockeystadion in Amstelveen.
- Otten staat ook bekend als PFS. Zijn voorletters waren PFS en hij nam vaak de telefoon op met die drie letters.

Frederik Philips (1891-1899) · Gerard Philips (1891-1922) · Anton Philips (1922-1939) · Frans Otten (1939-1961) · Frits Philips (1961-1971) · Henk van Riemsdijk (1971-1977) · Nico Rodenburg (1977-1981) · Wisse Dekker (1982-1986) · Cor van der Klugt (1986-1990) · Jan Timmer (1990-1996) · Cor Boonstra (1996-2001) · Gerard Kleisterlee (2001-2011) · Frans van Houten (2011-2022) · Roy Jakobs (2022-heden)